# 旺堆
旺堆（藏語：དབང་འདུས་，威利转写：dbang 'dus，1963年1月—），男，藏族，西藏白朗人，中华人民共和国地方政治人物、第十二届全国人民代表大会西藏地区代表。

## 生平
毕业于西藏大学语言文学专业。1990年，进入日喀则地区编译局，步入仕途。1992年5月，加入中国共产党。历任日喀则地委副秘书长，任南木林县委书记、人大常委会主任，日喀则地区发改委党组副书记、副主任、党组书记、常务副主任，日喀则地区行署副专员（其间挂职任文化部社会文化图书司副司长），日喀则地委委员、行署常务副专员，林芝地委副书记、行署专员。2013年，担任全国人大代表。2015年6月起，任中共林芝市委副书记、林芝市市长。2018年2月24日，当选为第十三届全国人大代表。2021年9月，不再担任林芝市委副书记、市长职务。同年12月，当选西藏自治区政协农业和农村委员会副主任（正厅级）。
2022年4月12日，西藏纪检监察网发布消息，旺堆涉嫌严重违纪违法，主动投案，目前正在接受西藏自治区纪委监委纪律审查和监察调查。同日下午，林芝市委书记敖刘全主持召开市委常委会会议，通报旺堆被查一事。常委会班子成员一致表示，坚决拥护区党委决定，坚决配合区纪委监委对旺堆的纪律审查和监察调查。
2022年5月，被西藏自治区人大常委会罢免全国人民代表大会代表职务，代表资格终止。